# Amara rectangula
Amara rectangula là một loài bọ cánh cứng thuộc họ Bọ chân chạy, có ở Hoa Kỳ và México.

## Phân loài
Có 2 phân loài của Amara rectangula được ghi nhận:
- Amara rectangula ciudadensis (Bates, 1891)
- Amara rectangula rectangula LeConte, 1855